# Tigres de Comintra
Los Tigres de Comintra fue un equipo que participó en la Liga Mexicana de Béisbol con sede en la Ciudad de México, México.

## Historia
Los Tigres de Comintra participaron durante doce temporadas en la Liga Mexicana de Béisbol, desde la temporada de 1928 hasta la de 1939. Durante su primera temporada los Tigres terminaron en cuarto lugar con 8 ganados y 10 perdidos a 5 juegos del primer lugar. Comintra consiguió los dos títulos en las temporadas de 1930 y 1933 bajo el mando de Manuel Oliveros, en la primera ocasión que se coronaron campeones terminaron en primer lugar con 19 ganados y 6 perdidos, el segundo campeonato lo hicieron con marca de 15 ganados y 5 perdidos empatados con Pachuca de Hidalgo donde tuvieron que jugar una serie final de 5 juegos donde los Tigres ganaron 3 juegos a 2. Los Tigres desaparecieron de la Liga cuando para la temporada de 1940 pasan a formar parte de la Liga Cismática.

## Estadio
Los Tigres de Comintra tuvieron como casa el Parque Delta con capacidad para 20,000 espectadores.

## Jugadores

### Roster actual
Por definir.

### Jugadores destacados
- Daniel "Coyota" Ríos.[3]
- Juan Guerrero.[4]
- Esteban Reyes.[5]

### Números retirados
Ninguno.

### Novatos del año
Ninguno.

### Campeones Individuales

#### Campeones Bateadores
| Año | Nombre  | Porcentaje |
| --- | ------- | ---------- |
| NA  | Ninguno | NA         |

#### Campeones Productores
| Año | Nombre  | Producidas |
| --- | ------- | ---------- |
| NA  | Ninguno | NA         |

#### Campeones Jonroneros
| Año | Nombre  | Jonrones |
| --- | ------- | -------- |
| NA  | Ninguno | NA       |

#### Campeones de Bases Robadas
| Año | Nombre  | Bases |
| --- | ------- | ----- |
| NA  | Ninguno | NA    |

#### Campeones de Juegos Ganados
| Año  | Nombre        | Récord |
| ---- | ------------- | ------ |
| 1937 | Esteban Reyes | 11-2   |

#### Campeones de Efectividad
| Año | Nombre  | Porcentaje |
| --- | ------- | ---------- |
| NA  | Ninguno | NA         |

#### Campeones de Ponches
| Año | Nombre  | Ponches |
| --- | ------- | ------- |
| NA  | Ninguno | NA      |

#### Campeones de Juegos Salvados
| Año | Nombre  | Juegos |
| --- | ------- | ------ |
| NA  | Ninguno | NA     |